# Pythamus melichari
Pythamus melichari är en insektsart som beskrevs av Baker 1915. Pythamus melichari ingår i släktet Pythamus och familjen dvärgstritar.

## Underarter
Arten delas in i följande underarter:
- P. m. borneensis
- P. m. mindanaensis
- P. m. bilobatus
- P. m. singaporensis